# Morna Hooker
Morna Hooker (Beddington, 19 maggio 1931) è una teologa e predicatrice britannica della Chiesa Metodista.
È stata la prima donna a conseguire il Doctor of Divinity a Cambridge e la prima donna ad essere eletta membro della Studiorum Novi Testamenti Societas.
Dal 1976 al 1998 è stata docente di teologia all'Università di Cambridge nella cattedra istituita da Margaret Beaufort e intitolata in suo onore.  A partire dal '98, è stata nominata professore emerito, rimanendo fellow del Robinson College del quale era stata uno dei cofondatori nel 1970. Inoltre, è fellow presso il King's College di Londra e fellow onoraria al Linacre College di Oxford.,
Vedova del reverendo David Stacey, ministro della Chiesa Metodista, è riconosciuta come predicatrice e talora viene presentata anche col nome di Morna Hooker-Stacey.

## Opere
- Beginnings: Keys That Open the Gospels, Wipf and Stock Publishers, 1 gennaio 2010
- Jesus and the Servant: The Influence of the Servant Concept of Deutero-Isaiah in the New Testament (1959)
- The Signs of a Prophet: The prophetic actions of Jesus (1997)
- Not in Word Alone (ed. 2003)

## Premi e riconoscimenti
- 1997: Doctor of Divinity assegnato ad honoremm dall'Università di Edimburgo,[2];
- 2004: Medaglia Burkitt conferita dalla British Academy.[3]